# Federico Dimarco
Federico Dimarco (født 10. november 1997) er en italiensk professionel fodboldspiller, som spiller for Serie A-klubben Inter Milan og Italiens landshold.

## Klubkarriere

### Inter Milan
Dimarco kom igennem ungdomsakademiet hos Inter Milan, og fik sin førsteholdsdebut for klubben den 11. december 2014 i en Europa League-kamp imod Qarabağ.

#### Lejeaftaler
Dimarco blev i januar 2016 udlejet til Serie B-klubben Ascoli for resten af sæsonen. Han blev i juni af samme år igen udlejet, denne gang til Serie A-klubben Empoli.

### Sion
Dimarco blev i juni 2017 solgt til schweiziske FC Sion.

### Inter retur

#### Skifte og lejeaftaler
Efter en enkelt sæson i Schweiz, så valgte Inter i juli 2018 at bruge deres tilbagekøbsklausul, og Dimarco vendte dermed tilbage til klubben. Han blev med det samme udlejet igen, denne gang til Parma. Den 15. september af samme år scorede Dimarco det vindene mål for Parma i en kamp imod Inter.
Dimarco blev i januar 2020 udlejet til Hellas Verona. Han imponerede i den anden halvdel af sæsonen, og i september blev det annonceret, at lejeaftalen blev forlænget til at inkludere 2020-21 sæsonen.

#### Gennembrud
Dimarco fik sit gennembrud på Inters hold fra 2021-22 sæsonen, hvor han blev etableret som en fast mand på holdet. Han var i 2023-24 sæsonen del af, at Inter vandt mesterskabet, og han blev ved sæsonens udgang inkluderet på sæsonens hold i ligaen.

## Landsholdskarriere

### Ungdomslandshold
Dimarco har repræsenteret Italien på samtlige ungdomsniveauer.

### Seniorlandshold
Dimarco debuterede for Italiens landshold den 4. juni 2022.

## Privat
Dimarcos lillebror, Christian Dimarco, er også professionel fodboldspiller.